# Арамеи

Арамейский флаг

Араме́и, араме́йцы — семитские народы, населявшие до арабского завоевания территорию Сирии и Ирака.
Предком арамеев в библейской традиции считается сын Сима Арам.
Впервые упоминаются в середине III тысячелетия до н. э.; в XIV веке до н. э. кочевые племена арамеев расселились в Сирийской пустыне, проникая оттуда на средний Евфрат; на рубеже XII—XI веков до н. э. наводнили почти всю Переднюю Азию. В ряде мест (например, к востоку от реки Иордан) арамеи превратились в оседлое население.
Арамейский язык к началу нашей эры стал основным разговорным языком Передней Азии.
Потомками арамеев считаются современные сирийцы, поскольку Страбон называет сирийцев греческим именем арамеев.
Ныне живущие арамеи — это, в основном, христиане Западно-сирийского обряда (главным образом марониты). Проживают в Ливане, Сирии, Турции и Израиле.

## История
К северу от Аравийской пустыни располагается широкая территория, вклинившаяся между Ханааном и Месопотамией и тянущаяся до южного края Анатолийских гор. Эта промежуточная зона в своё время играла важную роль в истории и Ханаана, и Месопотамии. Для Ханаана она была по очереди то ограничивающим, то уравновешивающим фактором при принятии краткосрочных политических решений. Для месопотамских государств она была дорогой к морю и воротами в Палестину и Египет. Как и остальная часть Сиро-Палестинского региона, это была территория, по которой проводились военные походы и на которой распространялись культурные веяния.
Грабители из числа семитов, которые, по имеющимся свидетельствам, жили во II тысячелетии до н. э. в Верхней Палестине и оттуда совершали набеги на соседние регионы, играли роль, определённую им географическими условиями. Так никогда и не создав чего либо более масштабного, чем мелкие царства, они стали усиливать своё влияние в период упадка месопотамского могущества, но впоследствии, во время повторного завоевания, были покорены.
Арамейские источники древнейшего периода истории редки. Они состоят из ряда надписей, по большей части обнаруженных недавно в таких местах, как Гузана (современный Тель-Халаф), Самаль, Арпад и Хама.
Косвенных источников больше: клинописные тексты, рассказывающие о передвижениях арамеев и давлении, которое они оказывали на границах месопотамских государств, и Библия, повествующая о контактах арамеев с евреями на разных этапах истории. В ней, где речь идёт о наиболее древних событиях и помещены генеалогические списки, отразилась легенда о первоначальном кровном родстве между двумя народами. Период монархии особенно богат информацией об арамейских государствах, которые периодически играли роль в политической истории еврейских царств.
Слово «Арам» в качестве названия региона или государства впервые появилось в XXIII столетии до н. э. в клинописной надписи аккадского царя Нарамсина. Судя по контексту, Арам располагался в Верхней Месопотамии. Перевод надписи не вполне однозначен. Однако вскоре обнаружилось ещё одно упоминание об Араме — на табличке из торговых архивов Дрехема, датированных примерно 2000 годом до н. э. Это название относится к городу и государству, располагавшемуся в низовьях Тигра, недалеко от Эшнунны. Другая табличка из Дрехема, датированная несколькими годами позже, содержит имя собственное Араму. Это же имя встречается в тексте из Мари, относящемся к 1700 году до н. э.
Это самые древние упоминания об арамеях, которые существуют в настоящее время. Но их недостаточно, чтобы проследить раннюю историю этого народа, зато довольно, чтобы потребовать пересмотра ранее принятого мнения о том, что его история началась в 1400 году до н. э.
Более точные сведения, имеющиеся в наше время, относятся к событиям второй половины II тысячелетия до н. э. В надписи ассирийского царя Арикденилу сказано о победах над ордами ахламу, и это название снова появляется при следующих царях до тех пор, пока Тиглатпаласар I не заявляет, что он разбил наголову ахламу-арамеев, которые пришли из пустыни, чтобы заполонить берега Евфрата. Слово «ахламу» может означать «союзник», и, похоже, арамеи были частью союза. Существует несколько более поздних, чем надпись Тиглатпаласара I, ассирийских источников, в которых упоминаются ахламу и ахламу-арамеи, но встречается и отдельный термин — арамеи.
Ассирийские надписи вполне согласуются с представлениями об арамеях. Как и другие семитские народы, они впервые появляются в истории как кочевники, чьи передвижения соответствуют периодическому переселению бедуинов с окраины пустыни в районы, где ведётся оседлая жизнь. Основные направления их передвижения были ограничены присутствием уже твёрдо осевшего семитского населения на востоке и западе, в Месопотамии и Ханаане.

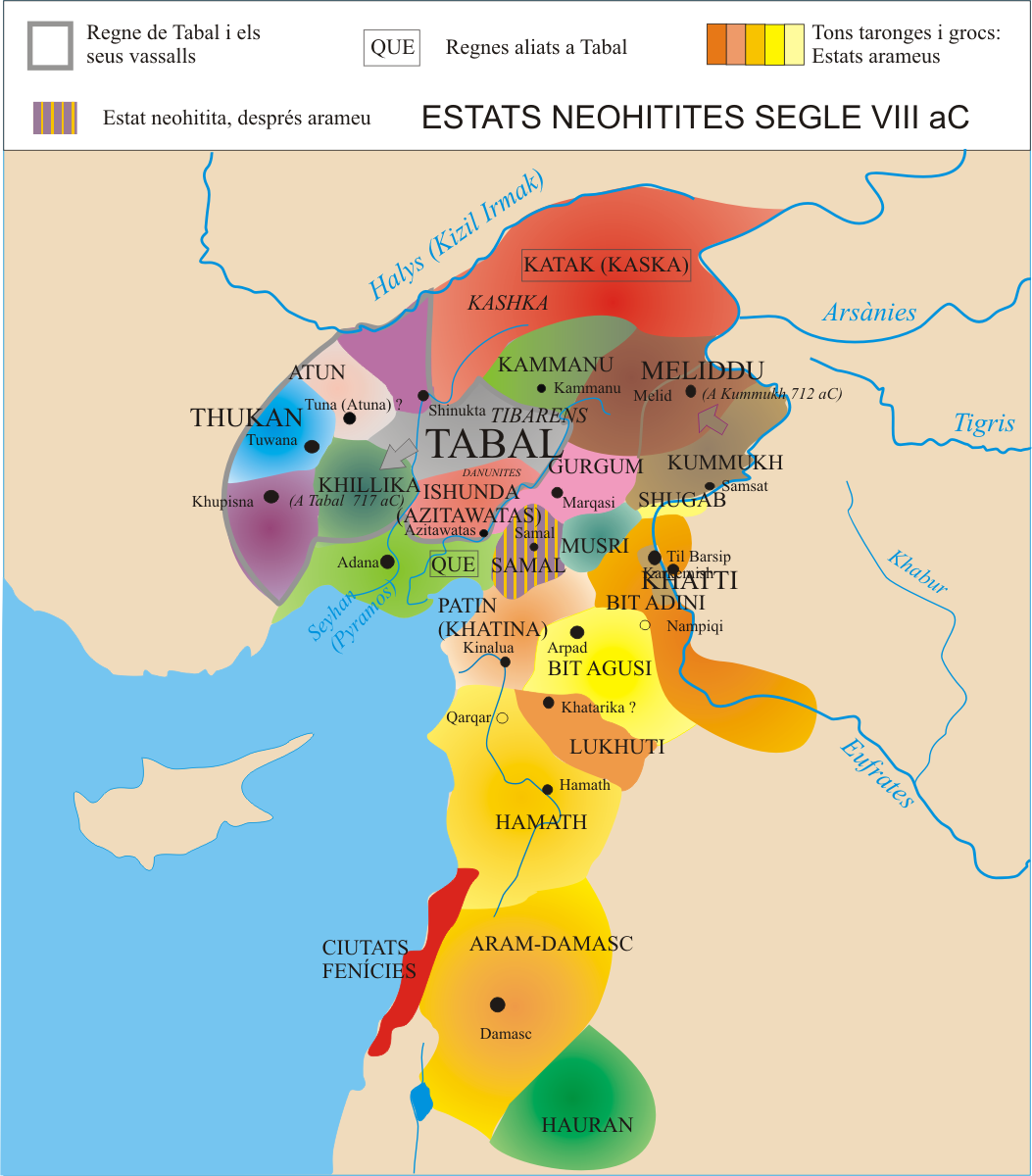
Древняя Сирия в VIII в до н. э.

Наиболее важную роль арамеи стали играть в политической жизни региона в XI и X веках до н. э. благодаря упадку в этот период Ассирийской империи. На востоке арамейские племена вторглись в Северную Месопотамию и основали там ряд маленьких государств, главным из которых было Бит-Адини со столицей в Борсиппе и Бит-Бахиани со столицей в Гузане (Тель-Халаф). Южнее несколько групп проникли в Центральную и Южную Месопотамию. Здесь арамейский узурпатор Ададаплайдин захватил в XI веке до н. э. трон Вавилонии, а на берегах Персидского залива халдейские племена, родственные арамеям, тоже основали маленькие государства, главным из которых было Бит-Якин.
На другом фронте арамейской экспансии, западном, в Киликии, выросло государство Самаль. В Сирии вокруг городов Арпад и Алеппо было создано государство, получившее название Бит-Агуши. В Хаме в результате раскопок Харальда Ингольта был обнаружен арамейский слой, датированный 1000 годом до н. э. Южнее, на границе еврейского царства, было основано ещё несколько государств. Именно о них, благодаря Ветхому Завету, у исследователей есть полная информация. Главные из них — Арам-Совба и Дамаск, которые были завоеваны Давидом, но вновь обрели независимость, когда царство раскололось на два.
Сила экспансии арамейцев, отчетливо видная в этот период, однако, не соответствовала их организаторским способностям. Они не могли упорядочить свои завоевания, да и наладить жизнь в собственных государствах им не удавалось. Арамеи не были организованной политической общностью, и их разделение на мелкие царства, усугублявшееся из-за разнородности элементов, с которыми они вступали в контакт, являлось основной причиной их слабости. В конце X века до н. э. вновь набрала силу Ассирия и начала возвращать себе утраченные владения.
Ассирия выбивала захватчиков из Месопотамии. Этим и занимались в первой половине IX века до н. э. Адад-нирари II, Ашшур-нацир-апал II и Салманасар III, который в 856 году до н. э. захватил Бит-Адини — последний оплот арамейской власти в Месопотамии.
Затем Салманасар обратил свои взоры на Сирию и после ряда набегов нанёс в 841 году до н. э. решающее поражение коалиции арамейских государств, союзником которых был также израильский царь. Однако потерпевшие поражение государства пока не утратили свою независимость. К этому периоду принадлежит надпись, в которой Киламува — царь Самаля, увековечил свои победы над соседями и процветание своего царства, и стела, возведенная Закир — царём Хамата, в ознаменование успеха в борьбе против коалиции во главе с Дамаском. Несмотря на содержащиеся в них хвастливые прославления силы тех, по чьему приказу они были составлены, надписи являются бесспорным свидетельством неизлечимого внутреннего разлада, ставшего не последней причиной кризиса этих маленьких государств.
В VIII веке до н. э. Ассирия снова перешла в наступление. В 740 году до н. э. Арпад, который, судя по надписям в Суджине, стал центром оппозиции Ассирии, пал перед Тиглатпаласаром III. Далее настала очередь Самаля, где некий узурпатор захватил власть и начал создавать антиассирийскую коалицию. Узурпатор был схвачен и казнён в 738 году до н. э., и трон вернулся к законному царю Панамува II, сын которого Бар-Рекуб сообщил об этом в очередной надписи. Самаль оказался в сфере влияния Ассирии. Археологические следы уничтожения огнём и отсутствие любых упоминаний об этом государстве в письменных источниках, вероятнее всего, говорят о том, что с этим государством было покончено навсегда. Расположенный южнее Дамаск был низведён до статуса ассирийской провинции в 732 году до н. э.; Хама после последней попытки бунта была захвачена Саргоном II.
Политическая жизнь арамеев продолжалась ещё некоторое время в Вавилонии, где халдейские племена периодически выступали против Ассирии и даже сумели прийти к власти при нововавилонской династии. Но все они к концу VIII века до н. э. были подавлены Ассирией. Потерпев крах, арамеи так больше никогда и не поднялись. Их независимая история, являющаяся всего лишь небольшим штрихом в широкомасштабной истории Древнего Ближнего Востока, подошла к концу. Верхняя Сирия — центр их могущества — перешла под власть великих держав, сменявших друг друга на восточном средиземноморском побережье. Тем не менее арамеи как народ продолжали существовать, их язык тоже сохранился. Историческое значение арамейских государств невелико по сравнению с исключительной культурной важностью, которую приобрёл в ходе веков арамейский язык.

### Наследие и современная арамейская идентичность
После арабско-исламского завоевания региона в VII веке нашей эры коренные арамеи постепенно стали меньшинством на своей земле, язык постепенно был заменён арабским, поскольку всё большее число арабов (вместе с тюркскими и иранскими народами) начали переселяться в регион. Многие сирийские христиане всё ещё говорят на различных арамейских диалектах, включая небольшое число арамеев, которые всё ещё говорят на Западном новоарамейском языке.
20 октября 2014 года, министерство внутренних дел Израиля записало 2-летнего Яакова Халуля, жителя деревни Джиш, «арамейцем». Таким образом, сын руководителя общины арамейцев-христиан, капитана запаса ЦАХАЛа Шади Халуля стал первым признанным государством представителем этой национальности.

## Язык
Конец арамейской независимости стал началом эры нового типа: политическая экспансия перешла в сферу культуры. Арамейский язык, представленный лишь несколькими надписями в период политической независимости, теперь распространился далеко за границы территорий, населённых арамейским народом.
Первая фаза лингвистической экспансии совпадает с периодом ассирийской оккупации. Арамейский язык благодаря значительно более простой письменности всё глубже проникал в Месопотамию. Множество контрактов, расписок и других документов показывает, как широко использовался арамейский язык у вавилонян и ассирийцев. Он также стал применяться в ходе дипломатических переговоров и заменил аккадский, став языком международного общения. К примеру, когда представители царя Езекии вели переговоры с ассирийскими послами во время осады Иерусалима, они просили их говорить по-арамейски, чтобы народ не понял (2 Цар., 18: 26; Ис., 36: 11). Более того, арамейский папирус, опубликованный в 1948 году профессором Дюпон-Соммером, в котором содержится письмо от финикийского царевича египетскому фараону, датированное 605 годом до н. э., свидетельствует о распространении нового языка дипломатического общения далеко на запад.
Между тем крупные победы арамейского языка стали возможными благодаря персидским завоеваниям. С VI по IV век до н. э. распространение власти персов на всём сиро-палестинском побережье принесло с собой временный союз северных семитских народов, произошло некоторое «нивелирование» культуры, при котором арамейский язык стал официальным языком большой части Державы Ахеменидов, расположенной между Египтом и Евфратом. Такой язык всегда имеет тенденцию подавлять местные языки, и действительно еврейский, финикийский и другие семитские языки региона со временем всё больше вытеснялись арамейским. Одна из самых больших трудностей, с которыми столкнулись евреи после возвращения из вавилонского плена, заключалась именно в том, что часть народа отказалась от своего родного языка.
Во время персидской эпохи арамейский язык проник даже за пределы Месопотамии, Сирии и Палестины. Арамейские надписи обнаружены в разных частях Малой Азии — Киликии, Лидии, а также в Персии и Аравии. В Египте, на территории еврейской колонии в Элефантине, был найден ряд острак (глиняных черепков) и папирусов, датированных VI и V веками до н. э. Существуют также пергаменты, принадлежащие к архиву персидского сатрапа времён правления Дария II. Они опубликованы в 1953 году профессором Драйвером.
Приход эллинизма и его культурное покорение Ближнего Востока вызвало отступление арамейского языка, сопровождавшееся, прорывом в другом секторе — на севере пустыни, где маленькие доисламские государства Петра и Пальмира приняли арамейскую культуру и язык. Несмотря на отступление арамейского языка, арамейские надписи, датированные этим периодом, обнаружены в Персии, Каппадокии и Египте.
Объединение Ближнего Востока под властью Римской империи и последующее распространение христианства стали причинами нового возрождения арамейского языка. С одной стороны, на нём говорили жители маленьких государств с арабским населением (Хатра). С другой стороны, будучи языком Христа, он стал официальным языком сирийской церкви, а значит, утвердился на многие века, и на нём написано много религиозных произведений. Известно, что в западном мире были люди, говорившие на арамейском языке. К их числу относились купцы, солдаты и рабы, принесшие в римский мир разные ближневосточные культы.
Отсутствие единства, характерное для арамейской истории, нашло отражение и в арамейском языке, который состоял из множества диалектов. К более древним временам относятся надписи, составленные на арамейском языке Персидской империи, и несколько отрывков из Библии. Во времена Христа арамейский язык разделился на две ветви. Первая, западно-арамейская, которая недалеко ушла от древнего арамейского языка, имеет несколько диалектов: набатейский (надписи из Петры), пальмирский (надписи из Пальмиры), иудейский арамейский (более поздние, чем Библия, писания палестинских евреев — Таргум, Иерусалимский Талмуд, Мидраш) и христианский арамейский (язык палестинских христиан). Другая ветвь, восточно-арамейская, сильнее отличалась от древних форм. Она представлена диалектом, на котором составлены надписи в Хатре, древнесирийским диалектом, языком церкви Эдессы с её многочисленными произведениями, датирующимися периодом со II по XIV век, языком вавилонского Талмуда и мандейским, языком гностической группы, носившей это название.
Даже сегодня в Сирии существуют общины, говорящие на арамейском языке, а ещё более крупные проживают в Месопотамии и Армении. Но арабские завоевания привели к почти полному вытеснению арамейского языка арабским, и первому из них пришлось практически исчезнуть после того, как он много веков оставался средством культурного общения между народами.

## Культура

### Религия
Персидские завоевания и эллинизм привели к трансформации арамейской культуры, осуществлявшейся в период, когда за утратой независимости последовало формирование чрезвычайно сложной цивилизации с множеством элементов иностранного происхождения. Хотя арамейский базис ещё остался, и в первую очередь арамейский язык был движущим средством новой культуры, сама она уже не могла называться истинно семитской. Христианская литература на арамейском языке является продуктом сложившейся позднее культуры. Она внесла элементы семитского происхождения в другой исторический контекст.
Арамейский народ подвергся культурной ассимиляции. Это особенно прослеживается в религии, явившейся результатом мощного воздействия, которое оказывали расположенные вокруг цивилизации на традиции арамеев. В то же время политическая раздробленность неизбежно исключала возможность развития религии на общенародной основе и дала жителям каждого города право придерживаться отдельных религиозных представлений.
Тем не менее существовало несколько богов, культ которых не ограничивался одним только городом. Прежде всего это относится к богу Хададу (эквивалент вавилонского и ассирийского Адада, а по функциям — хеттского и хурритского верховного божества). Хадад был царём бури и олицетворял молнии, ветер и благотворный дождь. Греческий писатель Лукиан рассказывает о культе этого божества в Иераполе (к югу от Каркемиша), в рамках которого совершались ритуалы, определённо уходящие в далёкое прошлое. Ему также поклонялись в Самале, Алеппо и Дамаске, где три царя носили имя, производное от имени божества (Бар-Хадад — «сын Хадада»). Будучи истинным божеством неба, он позднее был отождествлён с богом солнца. Его изображали держащим в одной руке молнию, а в другой — топор и стоящим на спине быка, который был его священным животным. Как божество солнца он вошёл в греческий и римский пантеон — там его ассоциировали с Зевсом и Юпитером.
Кроме Хадада, в Иераполисе поклонялись богине по имени Атаргата, сходной с великими семитскими богинями плодородия. Последним членом божественной семьи был их сын Симиос.
Ханаанские боги тоже присутствуют в арамейском пантеоне. Эль упоминается в Самале в составном имени Рекуб-Эль, а в Суджине — в имени Элион. Его имя является составной частью имен многих царей. Ваалу поклонялись в Самале как Ваалу-Семеду и Ваалу-Хаммону, а в Хаме — как Ваалу-Шамину. В Пальмире Ваал (Бел) — верховное божество.
Население этих маленьких государств было арабским, а их цивилизация, хотя и арамейская по языку и в основном такая же по культуре, имела смешанный характер.
Еврейскому богу Яхве, скорее всего, тоже поклонялись или по крайней мере его знали, поскольку в надписях часто встречаются собственные имена, включающие его имя.
В надписях из Нераба упоминаются местные боги, такие как луна, солнце и огонь, имена и функции которых указывают на месопотамское влияние.
Исследователи не располагают информацией, по которой можно бы судить о том, каким образом отправлялись ритуалы. Представляется, что они сродни тем, что практиковали соседи — хананеи, но больше ничего с определённостью утверждать нельзя.
Арамейская религия развивалась в рамках общих направлений семитской религиозной мысли, но в неё вплелись религиозные представления соседей — жителей Месопотамии, Малой Азии и Ханаана.

### Изобразительное искусство
Арамеи оставили следы своего проникновения в Месопотамию в культуре Тель-Халафа, где фон Оппенгейм обнаружил большое собрание статуй и пилонов, покрытых рельефами. Арамейские произведения можно отличить по тому, как на них изображались мужчины — с бородой, выбритой над и под губами. На рельефах чаще всего встречаются фигуры животных, фантастические существа и сцены охоты, причём с определённой грубой выразительностью. По сути, всё это свойственно месопотамскому искусству и вполне может считаться таковым.
Самаль является наиболее ярким примером эволюции, произошедшей с течением времени и изменением исторической ситуации. Его архитектура и самые древние статуи сделаны по хурритским и хеттским образцам. Город был окружён двойной линией стен, в середине располагался акрополь с военными сооружениями, королевскими дворцами и храмами. Характерная черта дворцов — портики с колоннадами, которые, согласно исследованиям профессора Франкфорта, произошли из Сирии. Входные ворота охранялись двумя гигантскими фигурами львов с открытыми пастями и свисающими языками. Также было много сфинксов. Статуи богов, царей и животных, которые начались с подражания хурритским и хеттским изваяниям, впоследствии, стали копиями ассирийских, причём в такой степени, что даже исчезло изображение арамейской бороды. К ассирийскому периоду относятся рельефы с изображением Бар-Рекуба, на одном из которых он представлен стоящим, на другом — сидящим, причём перед ним стоит слуга. Фигуры неуклюжие, положение тел и рук так же условно, как в искусстве Месопотамии.
Из Дамаска, вероятнее всего, происходит ряд резных предметов из слоновой кости с именем «наш господин Азаил» (имя царя Дамаска), найденных в Арсланташе, недалеко от Борсиппы, куда они были завезены ассирийцами в качестве военных трофеев. Как и в других случаях, на рельефах изображены несколько неуклюжие фигуры людей и очень удачные — животных. В этой резьбе по слоновой кости видны параллели с древнееврейскими работами из Самарии и Мегиддо.
В целом арамейское искусство до эллинистического периода было довольно грубым и наивным, хотя и не без творческой непосредственности. Оно обладает некоторыми присущими только ему чертами, хотя в целом повторяет художественные традиции Малой Азии и Месопотамии.